# Karl Hennecke
Karl Hennecke (* 23. März 1886 in Essen; † 14. März 1933 ebenda) war ein deutscher Manager der Montanindustrie.

## Leben
Karl Hennecke erlangte 1904 das Abitur am Burggymnasium Essen. Anschließend studierte er das Bergfach an der Universität Freiburg und der Bergakademie Berlin. 1905 wurde er Mitglied des Corps Hasso-Borussia Freiburg. 1908 wurde er Bergreferendar und 1913 Bergassessor. Den Militärdienst absolvierte er als Einjährig-Freiwilliger beim Dragoner-Regiment Nr. 14 in Kolmar im Elsass. 1914 wurde er stellvertretender Bergwerksdirektor der Zeche Maximilian in Hamm in Westfalen. Am Ersten Weltkrieg nahm er als Soldat in dessen voller Länge teil, zuletzt als Oberleutnant der Reserve. Als Auszeichnung erhielt er das Eiserne Kreuz II. Klasse. Nach Kriegsende war er als Bergassessor bei der Staatlichen Berginspektion 11 in Fürstenhausen an der Saar bis zur Übernahme durch die französische Bergwerksverwaltung tätig. 1919 nahm er eine Stellung als stellvertretender Direktor der Krupp’schen Bergverwaltung in Betzdorf an der Sieg an. Untersuchungsreisen führten ihn 1922 nach Südamerika. Anschließend wurde er Bergwerksdirektor und Berater der Mitsubishi-Bergbau-Gesellschaft in Tokio. Ab 1925 war er als Prokurist und Dezernent für den Erzbergbau und die Erzversorgung der Hütten der Friedrich Krupp AG in Essen verantwortlich. Hennecke war Mitglied des Aufsichtsrates der Graphitwerk Kropfmühl AG.